# Педаљ
Педаљ је назив за стару српску мјеру за дужину. Износи од 18 до 25 центиметара. У просјеку око 20 центиметара. Мјерење у педљима се врши шаком, односно најдужим распоном између палца и средњег прста. Дужина педља зависи од величине шаке онога који мјери. 